# Menlove Ave.
Menlove Ave. är ett postumt album av John Lennon från 1986. Låtarna till albumet kom från perioden då Walls and Bridges och Rock 'n' Roll spelades in. Titeln anspelar på Lennons barndomshem, 251 Menlove Avenue, i Liverpool. Bilden på omslaget gjordes av Andy Warhol några månader innan Lennon mördades 1980.

## Spellista
Alla sånger av John Lennon, om inget annat anges.
1. "Here We Go Again" (John Lennon/Phil Spector) – 4:50
  - Producerad av Phil Spector 1973
2. "Rock and Roll People" – 4:21
  - Inspelad till "Mind Games"
3. "Angel Baby" (Rosie Hamlin) – 3:42
  - Producerad av Phil Spector 1973
4. "Since My Baby Left Me" (Arthur Crudup) – 3:48
  - Producerad av Phil Spector 1973
5. "To Know Her Is to Love Her" (Phil Spector) – 4:37
  - Producerad av Phil Spector 1973
  - Låtar 3-5 är bonuslåtar på den remastrade versionen av Rock 'n' Roll
6. "Steel and Glass" – 4:10
7. "Scared" – 4:17
8. "Old Dirt Road" (John Lennon/Harry Nilsson) – 3:53
9. "Nobody Loves You (When You're Down and Out)" – 4:29
10. "Bless You" – 4:05
  - Låtar 6-10 är alternativa inspelningar för Walls and Bridges 1974